# Marie-Gabrielle Capet

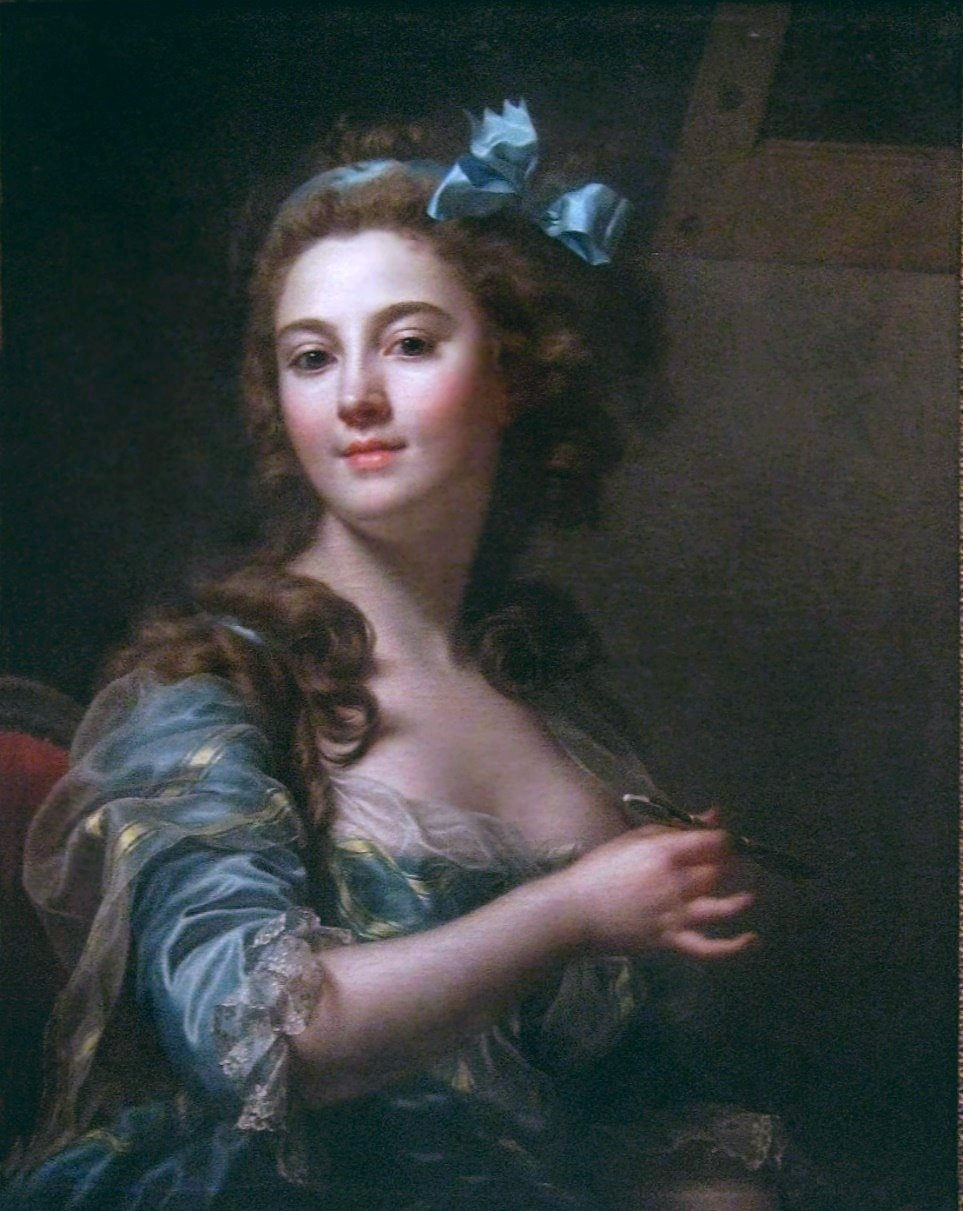
Autoritratto, 1783, Museo nazionale d'arte occidentale di Tokyo

Marie-Gabrielle Capet (Lione, 1761 – Parigi, 1818) è stata una pittrice francese.

## Biografia
Di origini modeste, si trasferì a Parigi, dove entrò nell'atelier di Adélaïde Labille-Guyard, pittrice specializzata in ritratti, celebre per essere stata un membro femminile dell'Académie. La Capet lavorò a fianco della sua mentore e del suo marito, il pittore storico François-André Vincent, fino alla loro scomparsa, rispettivamente nel 1782 e nel 1816. 
Fu abile nell'arte del pastello e nella pittura a olio, specialmente per i ritratti in miniatura: in un'epoca di grandi stravolgimenti storici, la sua opera si mantiene in biblico tra le atmosfere rococò del XVIII secolo e una ventata di nuova sensibilità neoclassica.